# Айжаркын Канайулы
Айжаркын Канайулы (Айжаркын Канаев) (каз.  Айжарқын Қанайұлы ) (1855, ныне Иргизский район Актюбинской области — 20 марта 1930, там же) — российский и казахский политический и военный деятель, хан, один из руководителей Тургайского восстания 1916 года против царских властей и антисоветского Иргизского восстания 1930 года. Происходит из рода шомекей племени алшын. 
Не подчинившись июньскому (1916 года) указу Николая II, касавшемуся принудительного привлечения народов Средней Азии к тыловым работам на фронтах Первой мировой войны, организовал восстание в Кенжегаринской волости Иргизского уезда Тургайской области. В июле 1916 года повстанцы Кенжегаринской волости избрали своим ханом Айжаркына. В августе 1916 года был назначен всеобщим ханом Абдугаппаром Жанбосыновым одним из его двух заместителей. Сарбазы под его командованием вели активные боевые действия вблизи г. Иргиз и г. Торгая. После подавления восстания должен был быть заключён в тюрьму, однако от наказания его спасла начавшаяся в России Февральская революция.
В феврале — марте 1930 года возглавил вооружённое восстание крестьян (ныне Костанайская область, Жетикаринский район) против насильственной коллективизации, проводившейся советскими властями. Восстание охватило обширные территории Актюбинского, Кустанайского и Кызыл-Ординского округов Казакской АССР. Айжаркына Канайулы вновь выбирают ханом — руководить, созданными отрядами сарбазов, под его командованием находилось порядка 2500 человек. Отряд, во главе которого вместе с Канайулы стоял местный аксакал Мукантай Саметов, участвовал в нескольких боевых столкновениях с правительственными войсками, в том числе в попытке захвата с. Иргиз. Айжаркын Канайулы погиб 20 марта 1930 года в бою против отряда ОГПУ в местности Куламыс в окрестностях с. Иргиза.